# Лампзур
Лампзу́р (фр. Lempzours) — коммуна во Франции, находится в регионе Аквитания. Департамент — Дордонь. Входит в состав кантона Тивье. Округ коммуны — Нонтрон.
Код INSEE коммуны — 24238.

## География

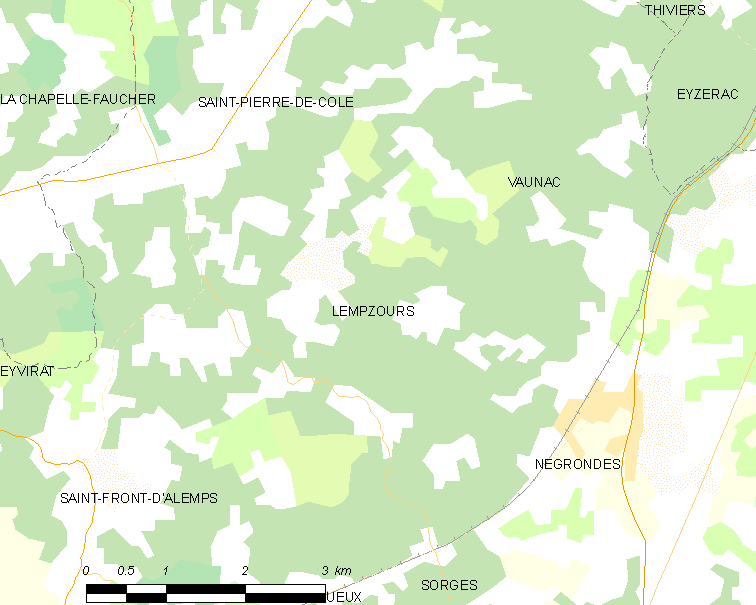
Карта коммуны

Коммуна расположена приблизительно в 410 км к югу от Парижа, в 125 км северо-восточнее Бордо, в 22 км к северу от Перигё.

### Климат
Климат умеренный океанический со средним уровнем осадков, которые выпадают преимущественно зимой. Лето здесь долгое и тёплое, однако также довольно влажное, здесь не бывает регулярных периодов летней засухи. Средняя температура января — 5 °C, июля — 18 °C. Изредка вследствие стечения неблагоприятных погодных условий может наблюдаться непродолжительная засуха или случаются поздние заморозки. Климат меняется очень часто, как в течение сезона, так и год от года.

## Население
Население коммуны на 2010 год составляло 160 человек.
| 1962 | 1968 | 1975 | 1982 | 1990 | 1999 | 2010 |
| ---- | ---- | ---- | ---- | ---- | ---- | ---- |
| 177  | 155  | 139  | 123  | 121  | 111  | 160  |

## Администрация
| Период | Период | Фамилия            | Партия                      | Примечания |
| ------ | ------ | ------------------ | --------------------------- | ---------- |
| 1944   | 1983   | Эдмон Феманди      |                             |            |
| 1983   | 1995   | Жан-Батист Жирардо |                             |            |
| 1995   | 2008   | Ги-Мишель Феманди  |                             | пенсионер  |
| 2008   | 2020   | Тереза Шассен      | беспартийная → Разные левые |            |

## Экономика
В 2010 году среди 77 человек трудоспособного возраста (15-64 лет) 55 были экономически активными, 22 — неактивными (показатель активности — 71,4 %, в 1999 году было 55,4 %). Из 55 активных жителей работали 48 человек (24 мужчины и 24 женщины), безработных было 7 (4 мужчины и 3 женщины). Среди 22 неактивных 5 человек были учениками или студентами, 7 — пенсионерами, 10 были неактивными по другим причинам.

## Достопримечательности
- Церковь Нотр-Дам (XII век). Исторический памятник с 1938 года[5]
- Замок Феду (XVII век)
- Усадьба Гьони (XVII век)

## Фотогалерея

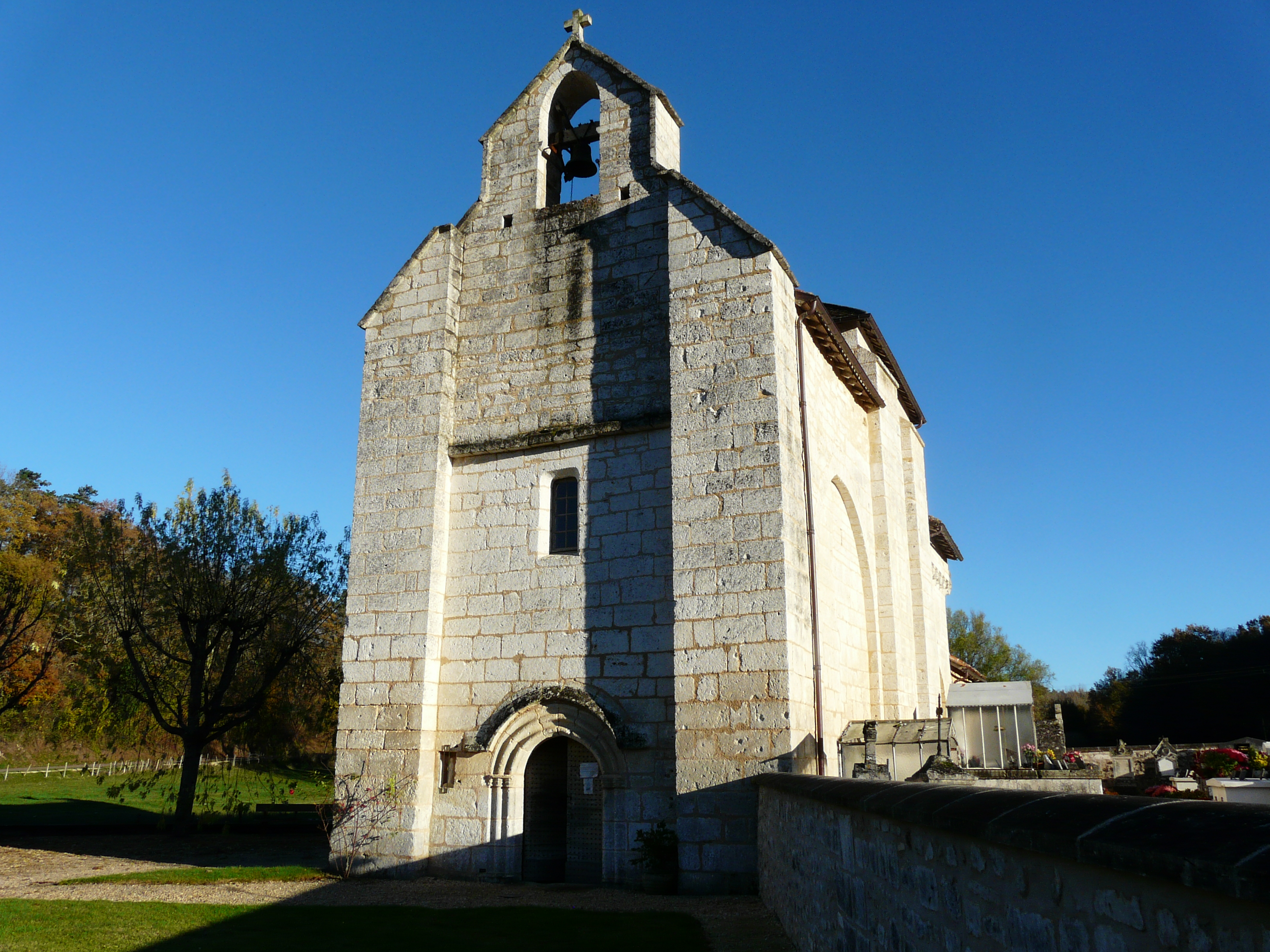
Церковь Нотр-Дам
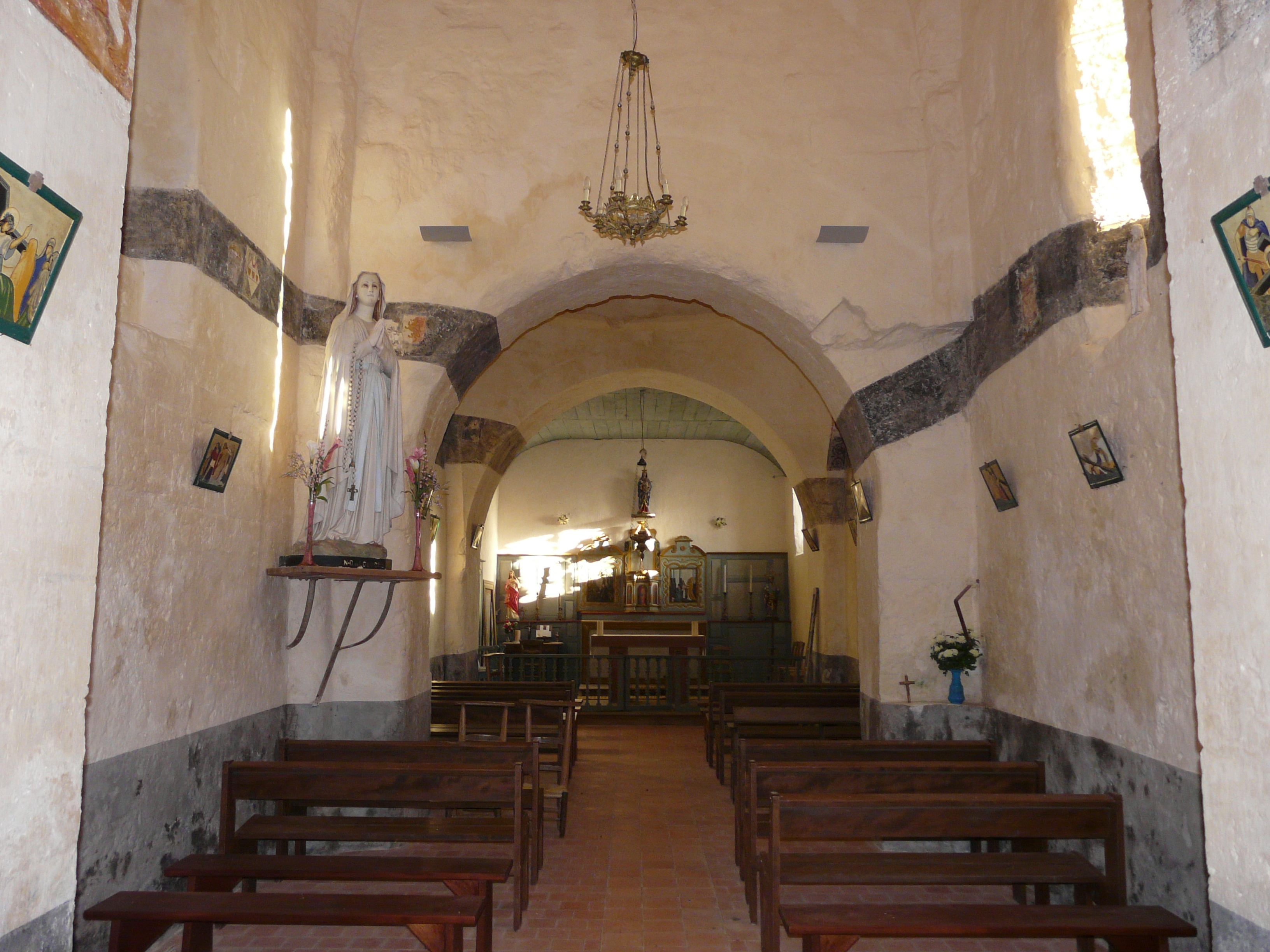
Интерьер церкви Нотр-Дам
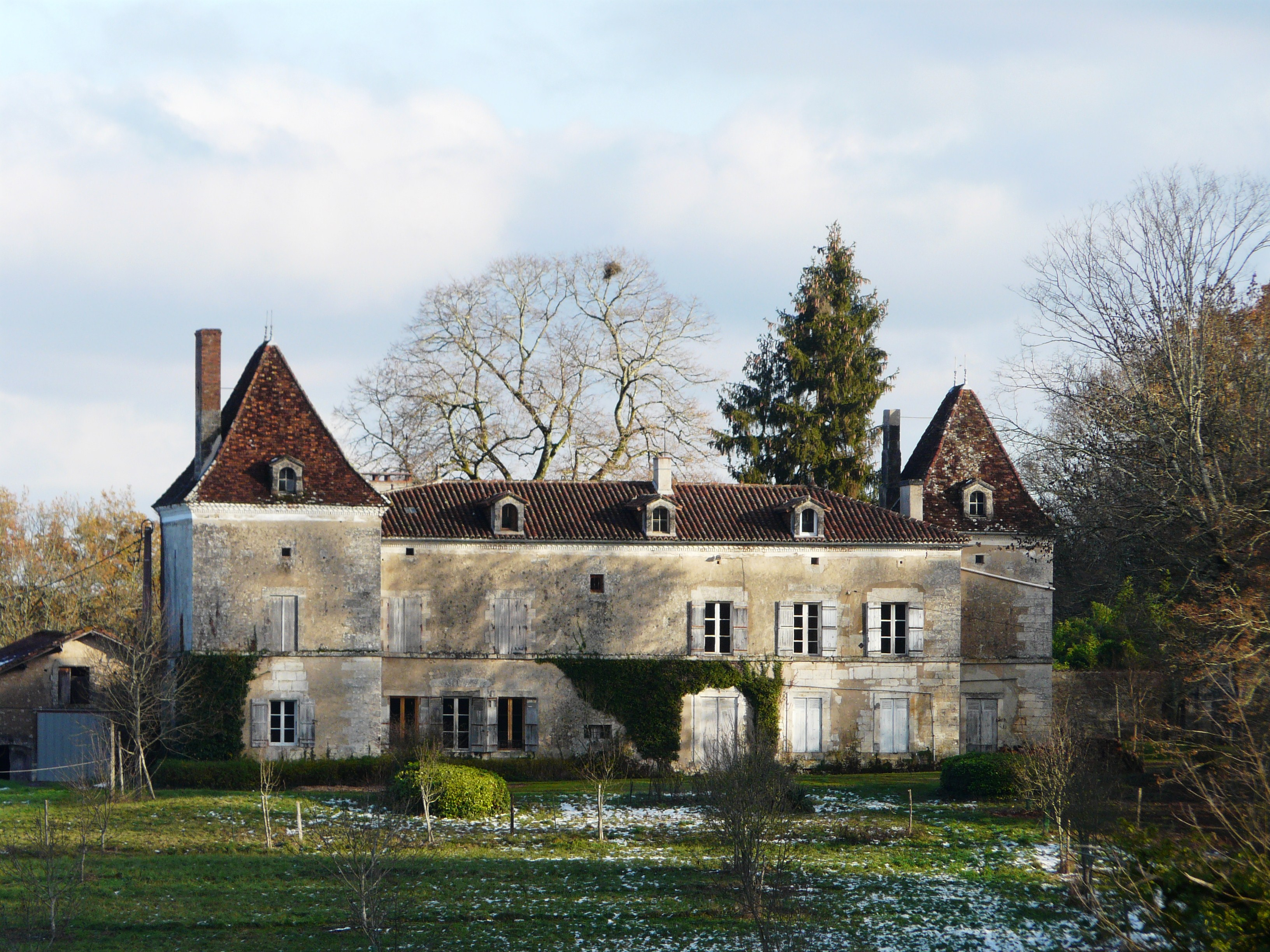
Замок Феду
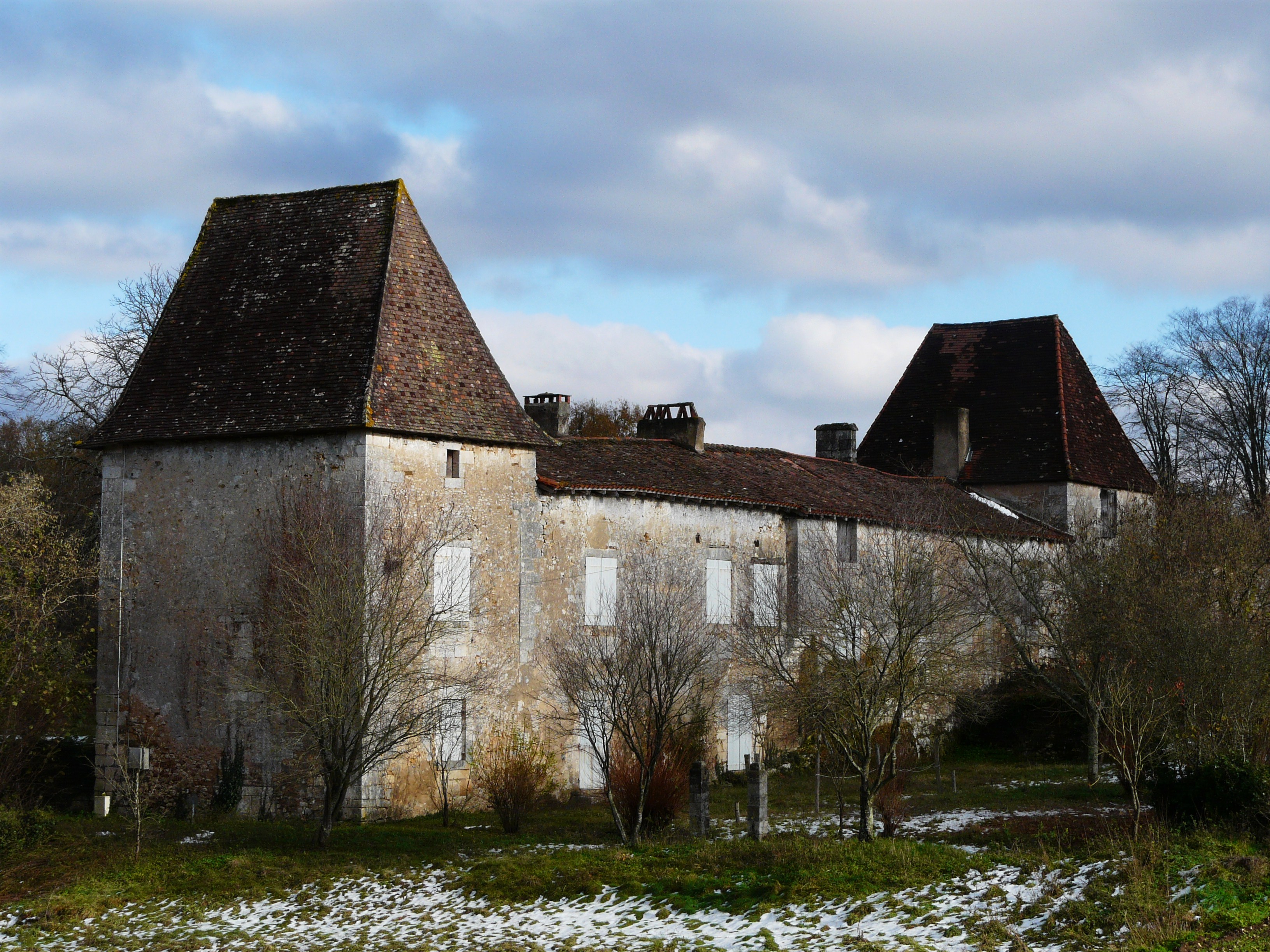
Усадьба Гьони
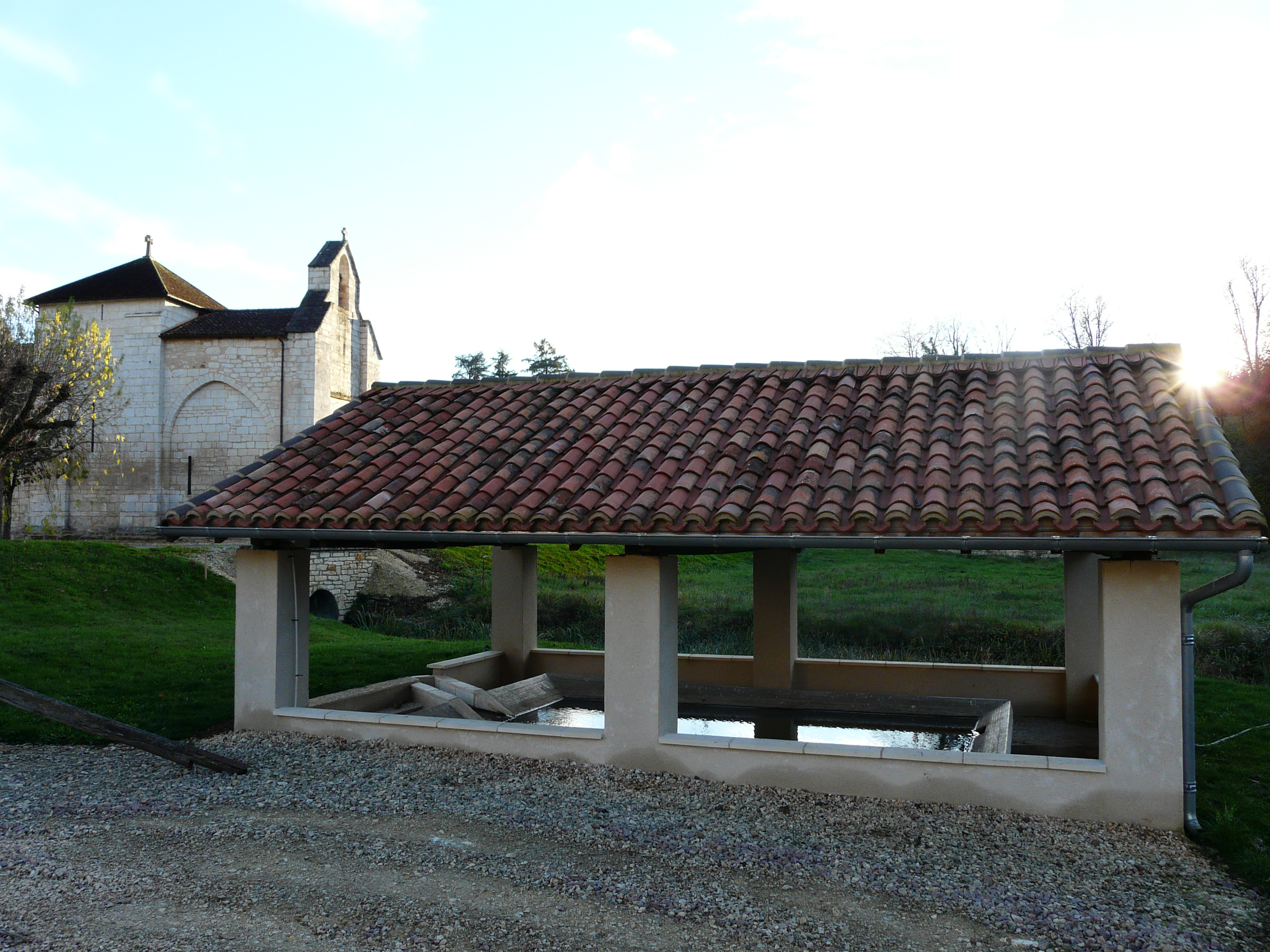
Общественная прачечная